# Nuguti
Nuguti är en ö i Kiribati.   Den ligger i örådet Tabiteuea och ögruppen Gilbertöarna, i den sydöstra delen av landet, 400 km sydost om huvudstaden Tarawa. Arean är 5,4 kvadratkilometer.
Terrängen på Nuguti är mycket platt. Öns högsta punkt är 15 meter över havet. Den sträcker sig 6,5 kilometer i nord-sydlig riktning, och 3,4 kilometer i öst-västlig riktning.
Följande samhällen finns på Nuguti:
- Buariki Village
- Nikutoru Village